# Málaga-ijs

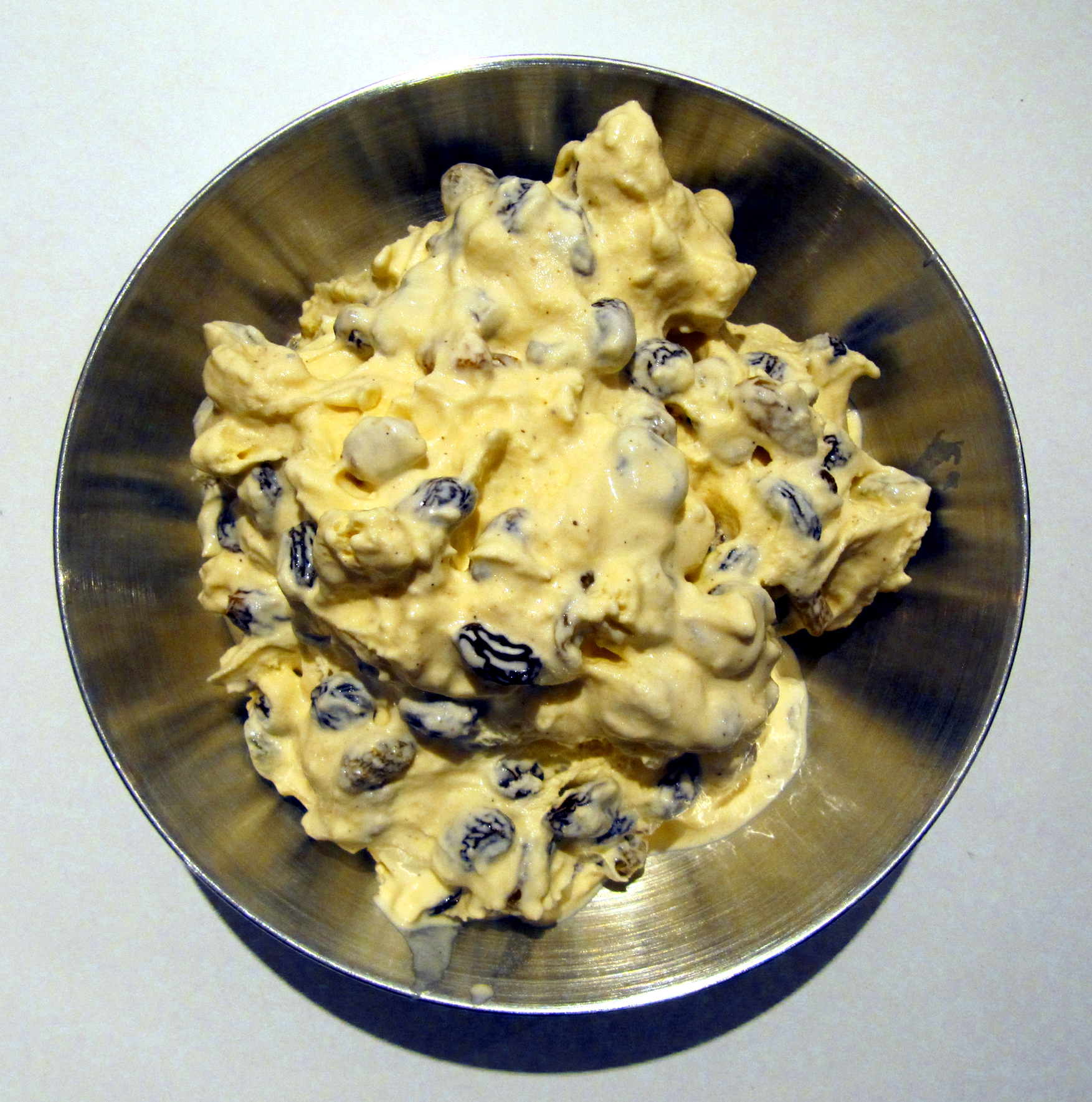
Málaga-ijs op een schotel

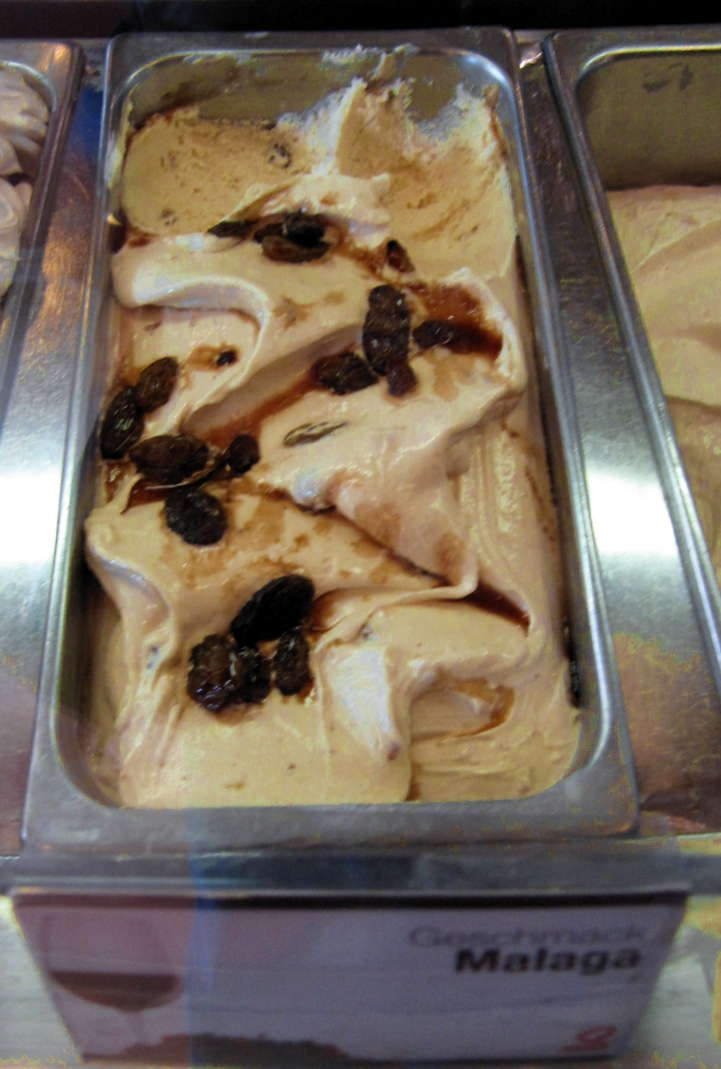
De ijssoort Málaga in het assortiment van een ijssalon

Málaga is een Spaanse ijssoort op basis van melk, room, suiker en eieren. Het onderscheidende kenmerk van Málaga-ijs is de toevoeging van rozijnen die zijn ingelegd in Málagawijn, een zoete dessertwijn. Bij industrieel dan wel commercieel geproduceerde varianten wordt de Málagawijn soms vervangen door het goedkopere rum.